# Mouvement tolstoïen
Le mouvement tolstoïen est un mouvement social basé sur les pensées religieuses et philosophiques de l'écrivain russe Léon Tolstoï (1828-1910). Les pensées de Tolstoï ont été formulées à partir d'une étude rigoureuse du ministère du Christ, particulièrement le Sermon sur la Montagne.
Tolstoï a exprimé une « grande joie » de savoir que des groupes de personnes « s'étaient levées, non seulement en Russie mais dans différentes parties de l'Europe, étant dans une complète communion de vue avec nous. ». Cependant, l'auteur pensait également que c'était une erreur de créer un mouvement spécifique ou une doctrine après lui, préférant que les individus écoutent leur propre conscience plutôt que de le suivre aveuglément. À propos d'une lettre qu'il avait reçue d'une adepte, il écrivit :

« Parler de « tolstoïsme », chercher un guide, s'enquérir de ma réponse aux questions, c'est une grande et formidable erreur. Il n'y a pas eu et il n'y a aucun « enseignement » de ma part. Il existe seulement l'enseignement éternel et universel de la Vérité, qui pour moi, pour nous, est particulièrement clairement exprimé dans les Psaumes... J'ai averti cette jeune femme de vivre non selon ma conscience, comme elle l'espérait, mais selon la sienne. »

## Croyances et pratiques

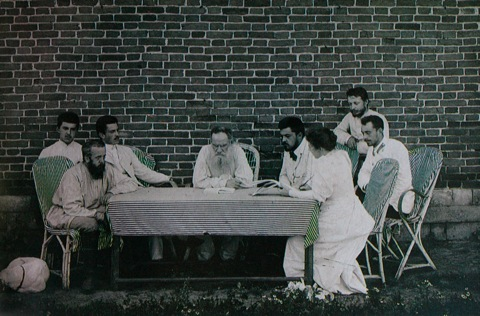
Tolstoï organisant des secours durant une famine à Samara, 1891.

Les « tolstoïens » (en russe Толстовцы, Tolstovtsy) s'identifient eux-mêmes comme des chrétiens, mais généralement ne restent pas dans une Église institutionnelle. Tolstoï était un critique sévère de l'Église orthodoxe russe, qui prononça son excommunication en 1901. Les tolstoïens tendent à se concentrer davantage à suivre les enseignements de Jésus, plus que ses miracles ou sa divinité.
Ils essaient de vivre dans l'ascétisme et une vie simple, préférant être végétariens, non-fumeurs, abstèmes et chastes. Les tolstoïens sont considérés comme des pacifistes chrétiens et plaident la non violence en toutes circonstances. La compréhension de Tolstoï sur ce qu'est être chrétien est définie dans le Sermon sur la montagne et résumée en cinq propositions simples : 
1. Aimer ses ennemis
2. Ne pas être en colère
3. Ne pas combattre le mal par le mal, mais retourner le mal en bien (une interprétation du « tendre l'autre joue »)
4. Ne pas convoiter
5. Ne pas prêter serment[4]

Ils ne soutiennent ni ne participent aux gouvernements qu'ils jugent immoraux, violents et corrompus. Tolstoï rejetait l'État (comme n'existant que sur les bases de la force physique) et toutes les institutions qui en dérivaient - la police, les cours de justice et l'armée. Ainsi, ils sont aujourd'hui souvent vus comme des anarchistes chrétiens. Historiquement, les idées de Tolstoï ont eu une influence sur la pensée anarchiste, spécialement l'anarcho-pacifisme. Elles ont été ainsi citées comme une inspiration par Gandhi dans la formation de sa philosophie de la non violence partant de l'hindouisme.

## Groupes et communautés

### En Afrique

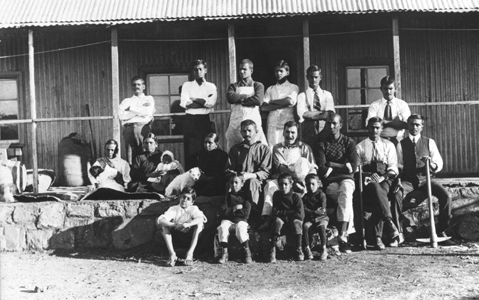
Gandhi et d'autres résidents de la Ferme Tolstoï, 1910.

Gandhi a établi une colonie coopérative nommée Tolstoy Farm près de Johannesbourg, en Afrique du Sud, qui a été inspirée des idées de Tolstoï. La colonie qui s'étendait sur 1 100 acres (4,5 km²) a été fondée par le disciple de Gandhi Hermann Kallenbach et placée à la disposition du Satyagraha à partir de 1910.

### Amérique
Ernest Howard Crosby était un tolstoïen notoire aux États-Unis. Il a soutenu la Christian Commonwealth Colony en Géorgie, qui a été établie en 1896 par un groupe de chrétiens socialistes et s'étendait sur 3,77 km². Les résidents étaient également influencés par les idées d'Henry George et Edward Bellamy.

### Europe
En Russie la censure a fait que de nombreuses œuvres non-fictionnelles de Tolstoï des années 1880 et 1890 ont été publiées d'abord à l'étranger, en russe ou traduites, ce qui a retardé l'influence de l'auteur dans son pays natal. Cependant, Vladimir Tchertkov (1854-1936) étant un promoteur crucial des idées de Tolstoï, un mouvement a démarré dans les années 1890. Le mouvement a continué à grandir après la mort de l'auteur et a atteint son apogée dans les années qui ont immédiatement suivi la révolution russe de 1917 avec des communautés agricoles établies dans les provinces de Smolensk, Tver, Samara, Koursk, Perm et Kiev. Les communautés tolstoïennes qui ont proliféré entre 1917 et 1921 ont finalement été détruites ou dépouillées de leur influence lors de la collectivisation des terres et des purges qui se déroulent à la fin des années 1920. Les communautés, dont la communauté Vie et Travail (en), ont été délocalisées en Sibérie avant d'être liquidées. Plusieurs leaders tolstoïens, comme Yakov Dragunovski (1886-1937) ont été jugés et envoyés dans les goulags.
En Angleterre John Coleman Kenworthy de la Brotherhood Church a établi une communauté à Purleigh, dans l'Essex, en 1896. Cette communauté a fermé quelques années après mais ses résidents se sont réfugiés dans la Whiteway Colony dans le Gloucestershire et la Stapleton Colony dans le Yorkshire, les deux étant encore actives aujourd'hui. Étant donné que Whiteway a rapidement abandonné les principes de Tolstoï, elle est regardée par beaucoup, y compris Gandhi qui l'a visitée en 1909, comme une expérimentation tolstoïenne ratée.
Johannes Van der Veer est la figure clé du mouvement tolstoïen néerlandais. Aux Pays-Bas deux communautés ont été lancées, une éphémère à Bussum dans la Hollande-Septentrionale et une plus réussie près de Blaricum. Les raisons qui ont été données à l'échec des communautés tolstoïennes en Europe sont généralement le manque d'expérience pratique de l'agriculture.